# Роде, Герман
Герман Роде (нем. Hermen Rode, также Hermann Röde; ок. 1430 — 1504) — немецкий живописец.

## Жизнь и творчество
Герман Роде является художником, работавшим в северной Германии в эпоху Позднего Средневековья. Доказано его пребывание и наличие мастерской в Любеке в период с 1468 и по 1504 год. Занимался преимущественно церковной, алтарной живописью. Наряду с Бернтом Нотке, произведения Роде распространялись через торговый союз Ганзы по различным странам и территориям вокруг Балтийского моря. Так, в 1468 году в Стокгольм был привезён шириною в 6 метров алтарь его работы для церкви св. Николая (ныне хранится в музейной коллекции). Наиболее известным из им созданных является главный алтарь собора св. Николая в Таллине, приобретённый братством «черноголовых» в 1481 году за 1250 марок серебром. Другими примерами религиозной живописи, вышедшими из мастерской Германа Роде. являются первоначально находившийся в любекской церкви св. Екатерины алтарь св. Лукаса (ныне в Музее культуры и истории культуры, находящемся в зданиях бывшего монастыря св. Анны в Любеке). а также створки алтаря в соборе Ратцебурга.

## Галерея

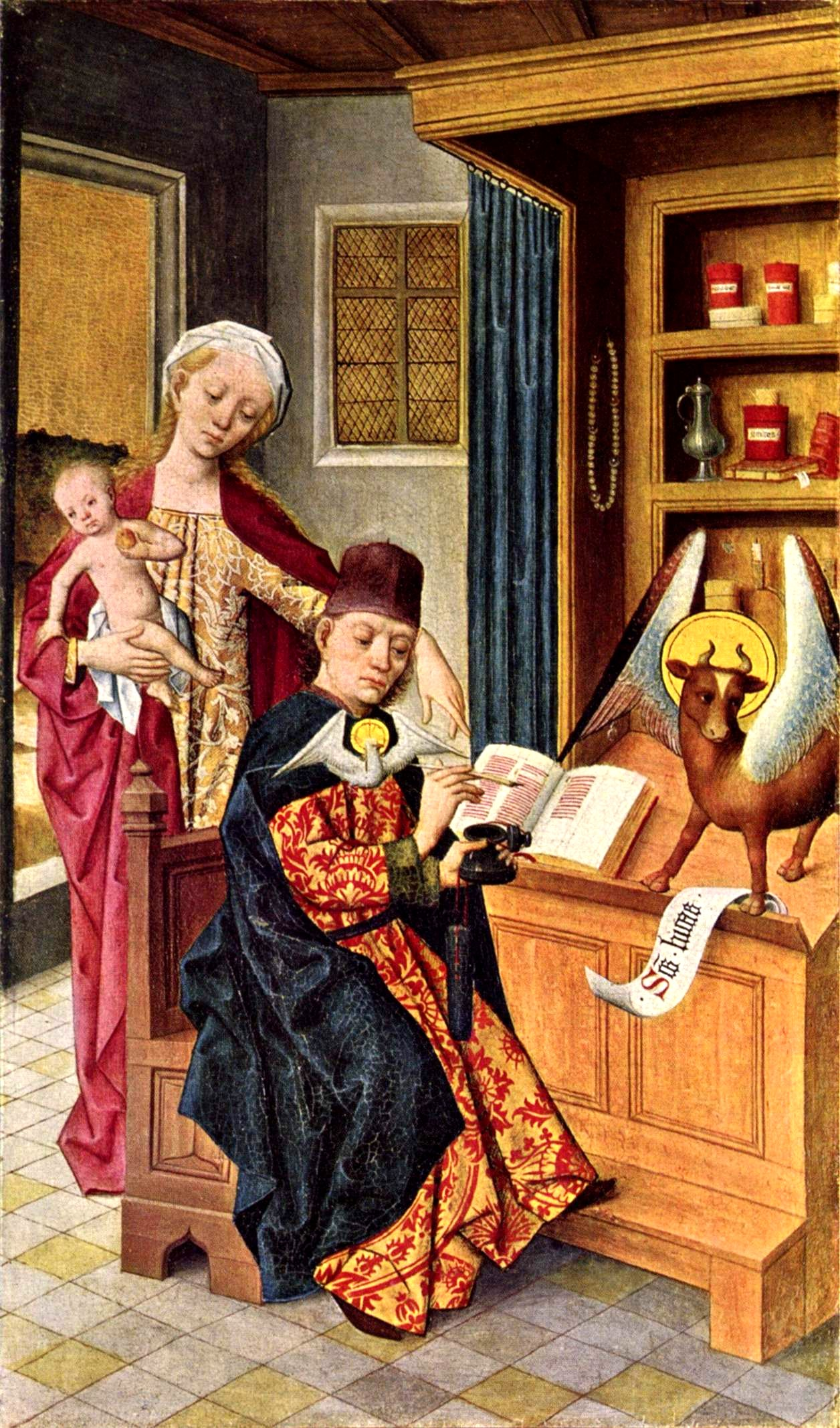
Алтарь братства Св. Луки
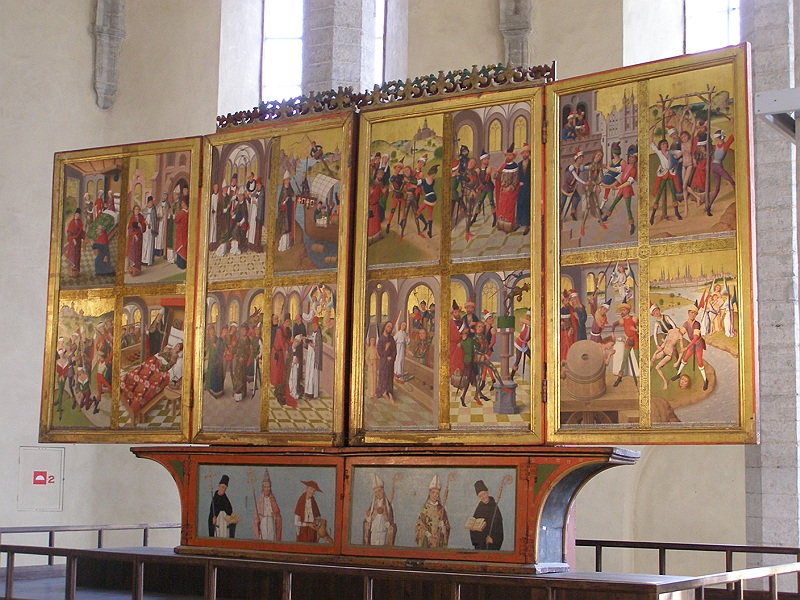
Алтарь церкви св. Николая в Таллине
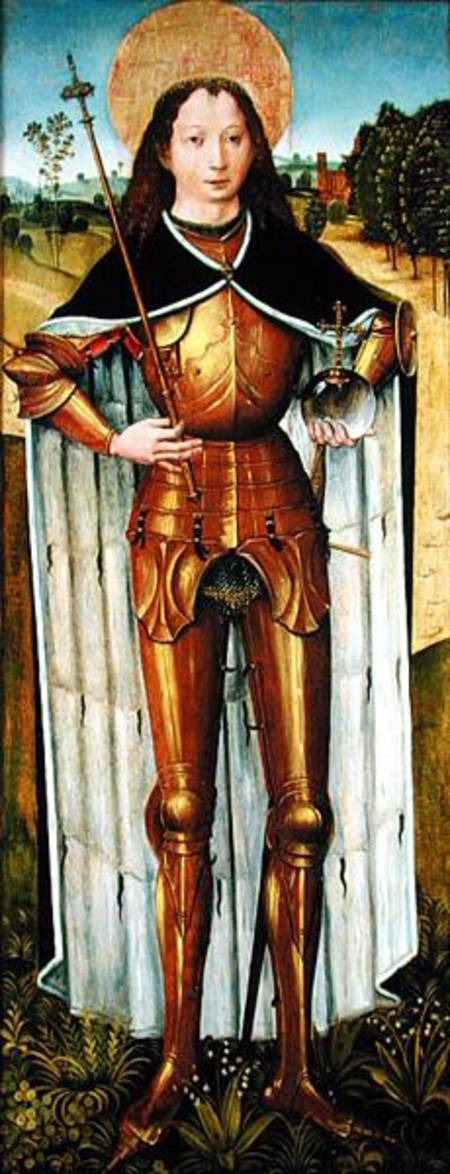
Император Константин (Художественная галерея Гамбурга)
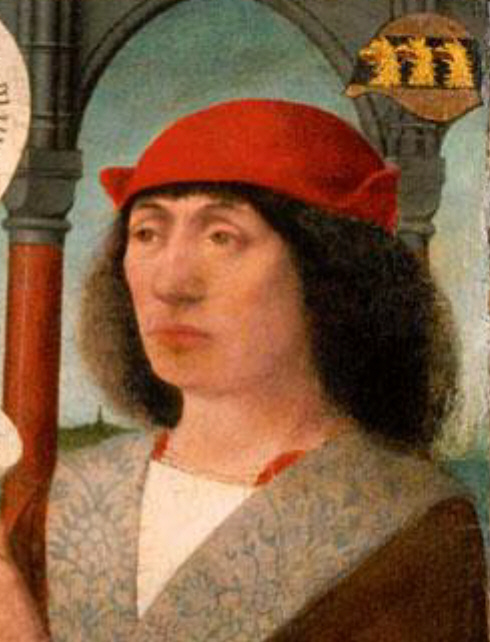
Портрет Хинриха Липпераде
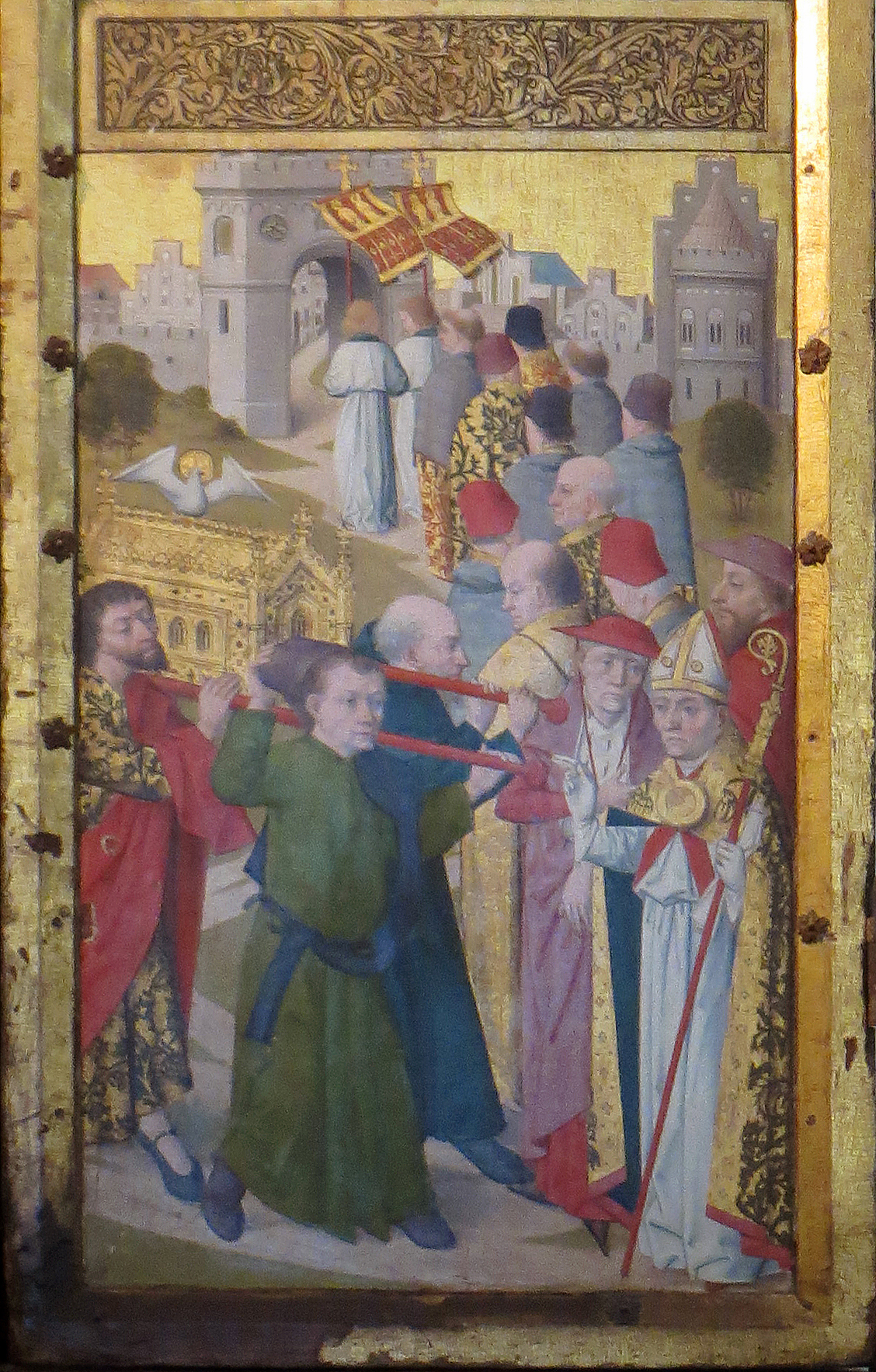
Алтарь св.Луки, правое крыло
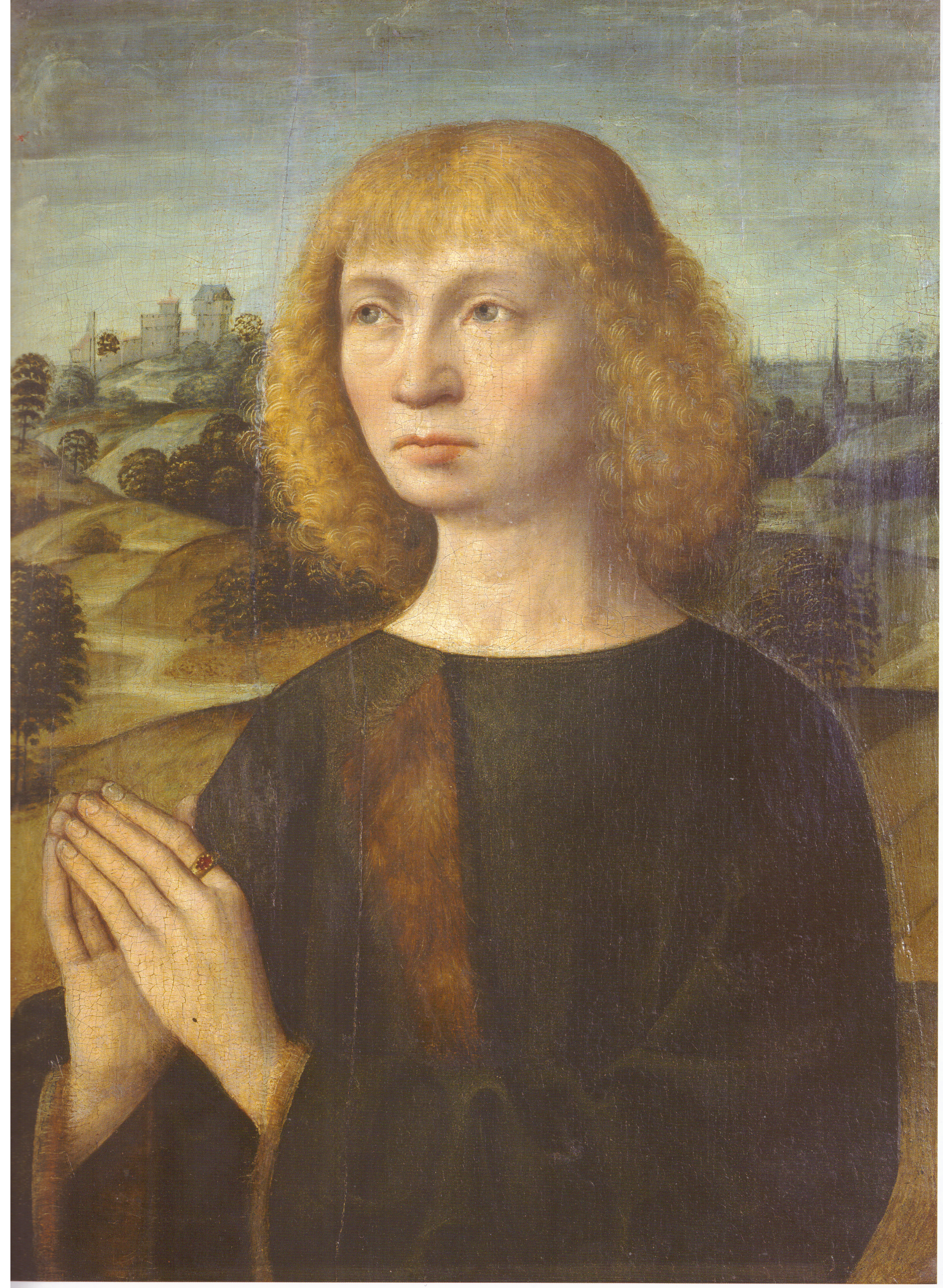
Портрет молодого человека